# Foreign Secretary
De Foreign Secretary, Engels, letterlijk: 'buitenlandse secretaris', sinds 1968 voluit Her Majesty's Principal Secretary of State for Foreign and Commonwealth Affairs, vertaald: Hare Majesteits belangrijkste staatssecretaris voor buitenlandse en gemenebestzaken, is de minister van buitenlandse zaken van het Verenigd Koninkrijk. De Foreign Secretary staat aan het hoofd van het Foreign, Commonwealth and Development Office in Whitehall (Londen), het Britse ministerie van buitenlandse zaken, en is lid van de Britse ministerraad of het Britse kabinet, Cabinet of the United Kingdom. De Foreign Secretary is een van de vier Great Offices of State, de vier ministersposten die het belangrijkst worden geacht.
De Foreign Secretary gaat over de betrekkingen met andere landen en regelt zaken aangaande het Gemenebest van Onafhankelijke Staten en Britse overzeese gebieden en houdt toezicht op de Secret Intelligence Service MI6, de Britse buitenlandse geheime dienst, en het Government Communications Headquarters.
De positie van Foreign Secretary ontstond in 1782 met het samenvoegen van de Northern en Southern Departments. De functie Secretary of State for Commonwealth Affairs werd in 1968 met de functie van Foreign Secretary samengevoegd. Historisch waren er meer posities binnen de Britse regering die als voorlopers van de huidige Foreign Secretary kunnen worden gezien, zoals de Secretary of State for India, opgeheven in 1947, en de Secretary of State for the Colonies, opgeheven in 1966.

## Britse ministers van Buitenlandse Zaken
- Lijst van Britse ministers van Buitenlandse Zaken